# Coupe du monde de course en montagne
La Coupe du monde de course en montagne est une compétition de course en montagne disputée chaque année en montagne qui désigne un champion. Elle est anciennement désignée sous le nom Grand Prix WMRA.

## Histoire
En automne 1996 a lieu une rencontre entre Ernst Künz et Bibi Anfang, les créateurs de la course de Schlickeralm et de la course de montagne du Hochfelln respectivement. Ensemble, ils décident de fonder une coupe internationale de course en montagne. La course de montagne du Danis en Suisse les rejoint et le Grand Prix alpin a lieu pour la première fois en 1997.
Après deux années de satisfaction, les organisateurs du Grand Prix alpin demandent le soutien officiel de l'Association mondiale de course en montagne. Cette dernière accepte de prendre en main la compétition à partir de 1999, qui est renommée Grand Prix WMRA en accord avec le nouveau nom de l'association.
Cependant à la fin de l'année 2000, Bibi Anfang et Ernst Künz sont mécontents des choix de la WMRA, notamment du fait de proposer d'autres épreuves moins attractives à leurs yeux. Ils décident de créer le Berglauf-Grand-Prix en 2001 qui regroupe des courses alpines classiques, les trois courses originelles du Grand Prix alpin, plus la course de montagne du Grossglockner, la course du Cervin et la Drei Zinnen Alpine Run. Après deux années de courses en parallèle, la WMRA et les organisateurs du Berglauf-Grand-Prix parviennent à un accord pour n'avoir plus que le Grand Prix WMRA en 2003,,.
En 2014, elle est renommée Coupe du monde de course en montagne,.

## Règlement
Tous les athlètes prenant part à une course du calendrier se voient attribuer un nombre de points selon un barème. Il n'y a pas de catégories d'âge mais uniquement un classement masculin et féminin. Pour figurer au classement final, un athlète doit participer à au moins deux épreuves. Divers bonus sont attribués, notamment pour la finale et les championnats du monde. À partir de 2002, seule une partie des meilleurs résultats est conservée. En 2002, seuls les trois meilleurs résultats sur six courses sont conservés. À partir de 2003, les deux moins bons résultats sont écartés, puis un seul à partir de 2018.

## Épreuves
Le calendrier de la Coupe du monde est essentiellement composé de courses de montagne classiques. Hormis en 2002 et 2019, toutes les épreuves sont en Europe et majoritairement dans les Alpes. Une exception notable est la montée du Grand Ballon dans les Vosges qui a été présente au calendrier entre 2008 et 2017. Les autres exceptions sont la course du Snowdon au pays de Galles, la course du rocher de Gibraltar, la course du Brandenkopf en Forêt-Noire et la montée du Skåla en Norvège. Les seules courses hors d'Europe sont la course de montagne d'Alyeska en 2002 et la Broken Arrow Skyrace en 2019, toutes deux situées aux États-Unis.
À partir de 2006, la course finale offre un bonus de points afin d'y attirer les athlètes. Après quelques apparitions au calendrier, la course de Šmarna Gora devient la finale attitrée de la coupe à partir de 2007.
En 2001 et 2002, puis entre 2009 et 2017, les championnats du monde de course en montagne font partie du calendrier avec un bonus de points dans la seconde période. Ils sont retirés du calendrier en 2018 afin d'offrir plus de chances aux athlètes qui n'y participent pas.

## Vainqueurs
| Année | Épreuves  | Épreuves | Hommes                 | Femmes               |
| ----- | --------- | -------- | ---------------------- | -------------------- |
| 1997  | 3         | 3        | Helmut Schmuck         | Janina Saxer-Juszko  |
| 1998  | 4         | 4        | Antonio Molinari       | Janina Saxer-Juszko  |
| 1999  | 4         | 4        | Jonathan Wyatt         | Angela Mudge         |
| 2000  | 4         | 4        | Antonio Molinari       | Angela Mudge         |
| 2001  | 6         | 6        | Marco De Gasperi       | Izabela Zatorska     |
| 2002  | 6         | 6        | Jonathan Wyatt         | Angela Mudge         |
| 2003  | 6         | 6        | Jonathan Wyatt         | Antonella Confortola |
| 2004  | 6         | 6        | Jonathan Wyatt         | Izabela Zatorska     |
| 2005  | 6         | 6        | Jonathan Wyatt         | Izabela Zatorska     |
| 2006  | 6         | 6        | Jonathan Wyatt         | Anna Pichrtová       |
| 2007  | 4         | 4        | Marco Gaiardo          | Anna Pichrtová       |
| 2008  | 7         | 7        | Jonathan Wyatt         | Anna Frost           |
| 2009  | 7         | 7        | Jonathan Wyatt         | Iva Milesová         |
| 2010  | 5         | 5        | Ahmet Arslan           | Andrea Mayr          |
| 2011  | 6         | 6        | Ahmet Arslan           | Lucija Krkoč         |
| 2012  | 5         | 5        | Azerya Teklay          | Valentina Belotti    |
| 2013  | 6         | 6        | Azerya Teklay          | Mateja Kosovelj      |
| 2014  | 6         | 6        | Petro Mamu             | Andrea Mayr          |
| 2015  | 6         | 6        | Andrew Douglas         | Sarah Tunstall       |
| 2016  | 6         | 6        | Petro Mamu             | Andrea Mayr          |
| 2017  | 7         | 7        | Alex Baldaccini        | Alice Gaggi          |
| 2018  | 5         | 5        | Geoffrey Ndungu        | Andrea Mayr          |
| 2019  | 7         | 7        | Andrew Douglas         | Sarah McCormack      |
| 2021  | Général   | 16       | Henri Aymonod          | Joyce Muthoni Njeru  |
| 2021  | Long      | 6        | Raúl Criado Sánchez    | Charlotte Morgan     |
| 2021  | Classique | 7        | Geoffrey Gikuni Ndungu | Joyce Muthoni Njeru  |
| 2021  | Vertical  | 3        | Henri Aymonod          | Andrea Mayr          |
| 2022  | Général   | 17       | Patrick Kipngeno       | Joyce Muthoni Njeru  |
| 2022  | Long      | 8        | Petro Mamu             | Lucy Wambui Murigi   |
| 2022  | Classique | 5        | Patrick Kipngeno       | Joyce Muthoni Njeru  |
| 2022  | Vertical  | 4        | Patrick Kipngeno       | Andrea Mayr          |
| 2023  | Général   | 17       | Philemon Kiriago       | Joyce Muthoni Njeru  |
| 2023  | Long      | 5        | Philemon Kiriago       | Joyce Muthoni Njeru  |
| 2023  | Classique | 7        | Philemon Kiriago       | Joyce Muthoni Njeru  |
| 2023  | Vertical  | 5        | Patrick Kipngeno       | Scout Adkin          |
| 2024  | Général   | 12       | Patrick Kipngeno       | Scout Adkin          |
| 2024  | Long      | 4        | Patrick Kipngeno       | Joyce Muthoni Njeru  |
| 2024  | Classique | 5        | Richard Omaya Atuya    | Scout Adkin          |
| 2024  | Vertical  | 3        | Patrick Kipngeno       | Joyce Muthoni Njeru  |